# Retschbach-Tunnel
Der Retschbach-Tunnel ist einer von insgesamt zwölf Tunneln der aus der Pfälzischen Ludwigsbahn hervorgegangenen Bahnstrecke Mannheim–Saarbrücken.

## Lage
Der Tunnel befindet sich auf der Gemarkung der Ortsgemeinde Neidenfels in deren nordwestlichen Bereich zwischen den Bahnstationen Weidenthal und Neidenfels. Er dient der Abkürzung einer Schlaufe des Hochspeyerbach. Vor dem Nordportal wird dieser mittels einer Brücke überquert. Unweit des Nordportals mündet der namensgebende Retschbach in den Hochspeyerbach. Dem Südportal schließt sich die Überleitstelle Neidenfels an.

## Geschichte
Am 21. Dezember 1837 erteilte der bayerische König Ludwig I. dem Bau einer Magistrale in Ost-West-Richtung von der Rheinschanze nach Bexbach grünes Licht. Zwischen Neustadt und Frankenstein musste für den Anstieg zahlreiche Hügel und Ausläufer von Bergen überwunden werden. Unter ihnen befand sich auch der  Lichtensteiner Berg, von dem sich zwei Ausläufer wie ein Keil der geplanten Strecke entgegenstellten. Einer von ihnen befand sich unweit der Gemarkungsgrenze zu Weidenthal. Dies erforderte in diesem Bereich den Bau eines insgesamt 196 Meter langen Tunnels. Bereits seit 1847 war der Verkehr von Ludwigshafen nach Neustadt eröffnet worden, 1848 folgte in zwei Etappen der Abschnitt Homburg–Frankenstein. Am 25. August 1849 folgte der Lückenschluss zwischen Frankenstein und Neustadt einschließlich des Retschbach-Tunnels. Zuvor hatten Kutschen den Verkehr zwischen den beiden Streckenteilen übernommen. Im Juli 1856 war die Ludwigsbahn dann durchgehend zweigleisig befahrbar.
Da die Magistrale von Mannheim nach Saarbrücken schon immer für den Fernverkehr eine große Bedeutung besaß, wurde sie ab 1960 schrittweise elektrifiziert. Der Retschbach-Tunnel musste für die Elektrifizierung aufgeweitet werden. Dies verzögerte die Fertigstellung des elektrischen Betriebs, der schließlich ab dem 12. März 1964 auf gesamter Länge aufgenommen werden konnte.